# 509 (numero)
Cinquecentonove (509) è il numero naturale dopo il 508 e prima del 510.

## Proprietà matematiche
- È un numero dispari.
- È un numero difettivo.
- È un numero primo.
  - È un numero primo di Sophie Germain.
  - È un numero primo di Eisenstein.
- È un numero altamente cototiente.
- È un numero palindromo nel sistema di numerazione posizionale a base 4 (13331).
- È un numero congruente.
- È parte delle terne pitagoriche (220, 459, 509), (509, 129540, 129541).

## Astronomia
- 509 Iolanda è un asteroide della fascia principale del sistema solare.
- NGC 509 è una galassia lenticolare della costellazione dei Pesci.

## Astronautica
- Cosmos 509 è un satellite artificiale russo.

## Telecomunicazioni
+509 è il prefisso telefonico internazionale di Haiti.